# Hernando Rojas Ramírez
Hernando Rojas Ramírez (* 12. Dezember 1924 in Chocontá; † 13. Februar 2002) war ein kolumbianischer römisch-katholischer Geistlicher und Bischof von Neiva.

## Leben
Hernando Rojas Ramírez empfing am 15. Juni 1947 das Sakrament der Priesterweihe.
Am 26. April 1972 ernannte ihn Papst Paul VI. zum Titularbischof von Auca und zum Koadjutorbischof von Espinal. Der Apostolische Nuntius in Kolumbien, Erzbischof Angelo Palmas, spendete ihm am 15. Juni desselben Jahres die Bischofsweihe; Mitkonsekratoren waren der Bischof von Ibagué, José Joaquín Flórez Hernández, und der Bischof von Espinal, Jacinto Vásquez Ochoa.
Hernando Rojas Ramírez wurde am 12. Dezember 1974 in Nachfolge von Jacinto Vásquez Ochoa, dessen Rücktrittsgesuch am selben Tag angenommen worden war, Bischof von Espinal. Am 1. Juli 1985 bestellte ihn Papst Johannes Paul II. zum Bischof von Neiva.
Am 19. Januar 2001 nahm Papst Johannes Paul II. das altersbedingte Rücktrittsgesuch von Hernando Rojas Ramírez an.